# دانشگاه مدیپول
دانشگاه مدیپول (به ترکی استانبولی: Medipol Üniversitesi) یکی از دانشگاه‌های کشور ترکیه است که در شهر آنکارا و استانبول  قرار دارد. این دانشگاه در سال ۲۰۰۹ تأسیس شد. این دانشگاه ۱۲ دانشکده فعال دارد. دانشگاه مدیپول دو شعبه دارد که یکی در شهر استانبول و دیگری در شهر آنکارا واقع شده است. به دلیل اینکه دانشگاه مدیپول آنکارا تازه تاسیس است، تنوع و گوناگونی رشته های دانشگاه مدیپول استانبول را ندارد. دانشگاه مدیپول استانبول در مجموع ۶۵۷۳۴ دانشجو دارد که در این میان ۲۲۵۲۶ دانشجوی کارشناسی، ۶۴۳ دانشجوی دکتری و ۱.۱۲۳ در حال تحصیل در کارشناسی ارشد هستند.  همچنین در رتبه‌بندی برترین دانشگاه‌های جهان در سال ۲۰۲۰ که توسط مؤسسه QS انجام شده‌است دانشگاه مدیپول استانبول در بین ۱۰۰۰ دانشگاه برتر قرار دارد و همچنین رتبه ۱۲ در بین دانشگاه خصوصی ترکیه می‌باشد.

## دانشکده‌های دانشگاه مدیپول استانبول
این دانشگاه دارای ۱۲ دانشکده است:
- دانشکده حقوق
- دانشکده مدیریت
- دانشکده علوم انسانی و جامعه
- دانشکده تربیت معلم
- دانشکده ارتباطات
- دانشکده هنرهای زیبا
- دانشکده حرفه‌ای علوم اجتماعی
- دانشکده مهندسی
- دانشکده علوم سلامت و بهداشت
- دانشکده داروسازی
- دانشکده دندانپزشکی
- دانشکده پزشکی

## دانشکده‌های دانشگاه مدیپول آنکارا
این دانشگاه دارای ۱۲ دانشکده است:
- دانشکده دندانپزشکی
- دانشکده داروسازی
- دانشکده هنرهای زیبایی طراحی و معماری
- دانشکده حقوق، دانشکده اقتصاد
- اداری و علوم اجتماعی
- دانشکده ارتباطات
- دانشکده علوم بهداشت
- دانشکده علوم سیاسی
- دانشکده پزشکی

## رشته های دانشگاه مدیپول
- پزشکی
- داروسازی
- دندانپزشکی
- روابط عمومی و تبلیغات
- آموزش عمومی
- رسانه‌ها و هنرهای تصویری
- رسانه و ارتباطات جدید
- رادیو، تلویزیون و سینما
- مدیریت
- مدیریت منابع انسانی
- تجارت و سرمایه‌گذاری بین المللی
- مدیریت سیستم‌های اطلاعات
- روانشناسی
- علوم تربیتی
- آموزش عمومی
- آموزش ویژه
- آموزش زبان خارجی
- آموزش ریاضیات و علوم
- مدیریت تدارکات
- مدیریت هوانوردی
- مهندسی پزشکی
- مهندسی برق
- مهندسی صنایع
- مهندسی عمران
- مهندسی کامپیوتر
- بانکداری
- اقتصاد
- بهداشت
- فیزیوتراپی
- پرستاری
- پرورش کودکان
- مامایی
- تغذیه
- شنوایی سنجی
- توانبخشی تکلم
- علوم اعصاب
- فیزیک سلامتی
- پریودنتولوژی
- ارتدنسی
- میکروبیولوژی
- داروسازی بالینی
- رشته های کاردانی دوساله از جمله آموزشگاه‌های حرفه‌ای عدالت، خدمات بهداشتی، علوم اجتماعی، IMU، و علوم اجتماعی
- و …

## رتبه دانشگاه مدیپول
دانشگاه مدیپول استانبول که از بهترین دانشگاه های خصوصی ترکیه می باشد. رنکینگ جهانی این دانشگاه در وبسایت QS حدود +1001 می باشد. دانشگاه مدیپول هم اکنون دوازدهیمن دانشگاه برتر ترکیه در بین دانشگاه های خصوصی  می باشد.